# VoLTE
Veu per LTE (VoLTE) és un estàndard de comunicacions sense fil a alta velocitat per a telèfons mòbils i terminals de dades. VoLTE es basa en la xarxa IP Multimedia Subsystem (IMS), amb perfils específics per al servei de veu sobre la xarxa LTE definida per GSMA a PRD IR.92. VoLTE presenta fins a tres cops més capacitat de veu i dades en comparació a la xarxa 3G UMTS i fins a sis vegades més que la xarxa 2G GSM.

## Prestacions
- VoLTE presenta fins a tres cops més capacitat de veu i dades en comparació a la xarxa 3G UMTS i fins a sis vegades més que la xarxa 2G GSM.
- L'amplada de banda típìca d'un canal de veu telefònic va de 300 HZ a 3,4 KHz, en canvi el sistema VoLTE millora aquesta banda fins a 7 KHz i 20 KHz. (Nota : la banda vocal estàndard va de 20 Hz a 20 KHz).

## Països amb el servei VoLTE disponible
A data del setembre del 2017 : Índia, EUA, Singapur, Malàisia, Polònia, Romania, Corea del Sud, Itàlia, Gràcia, Brasil, Bèlgica, Cambotja i Hong Kong.